# Sofrasolone
Sofrasolone is een geneesmiddel dat vrij verkrijbaar is voor de behandeling van neusverkoudheden. Het is een waterige suspensie voor nasaal gebruik (neusspray).

## Indicatie
Symptomatische behandeling van allergische of microbiele aandoeningen van de bovenste luchtwegen. Sofrasolone werkt ontzwellend, ontsmettend en maakt de neusholte weer open.

## Samenstelling
De actieve stoffen in sofrasolone zijn framycetinesulfaat, nafazolinenitraat en prednisolonacetaat.

## Bijwerkingen

### Mogelijk
Misselijkheid, hoofdpijn, slapeloosheid, hartkloppingen, uitdroging neusslijmvliezen.

### Zelden
- Nafazoline: bij overmatig gebruik: aantasting van de functie van het trilhaarepitheel en na staken optreden van een rebound-effect: een sterke vasodilatatie met zwelling van het neusslijmvlies die ‘dwingt´ tot voortzetting van het gebruik.
- Framycetine: oor- en niertoxiciteit.